# Загорци (община Конче)
Вижте пояснителната страница за други значения на Загорци.
Загорци (на македонска литературна норма: Загорци) е село в югоизточната част на Северна Македония, в община Конче.

## География
Селото е разположено в долината на Крива Лъкавица, между Градешката и Конечката планина (Серта), северозападно от общинския център Конче. Надморската му височина е 560 m, а от Радовиш селото е отдалечено на 26,5 km. Землището на Загорци е 7,3 km2, от които гори 302,5 ha, пасища 268,2 ha и обработваемо землище 180,1 ha.

## История
Към края XIX век Загорци е чисто българско село, числящо се към Радовишката кааза на Османската империя. Според статистиката на Васил Кънчов („Македония. Етнография и статистика“) от 1900 година селото има 210 жители, всички българи християни.
В началото на XX век християнските жители на селото са под върховенството на Българската екзархия. По данни на секретаря на екзархията Димитър Мишев („La Macédoine et sa Population Chrétienne“) през 1905 година в Загорци (Zagortzi) има 232 българи екзархисти.
При избухването на Балканската война в 1912 година един човек от Загорци е доброволец в Македоно-одринското опълчение.
На 23 февруари 1915 година 40-годишният Христоман Дончев е заклан от сръбските окупатори.
В 1993 година е поставен темелният камък на манастира „Свети Георги“ и готовият манастир е осветен на 6 май 1996 година от митрополит Стефан Брегалнишки. В селото има и църква „Света Петка“.
| Година    | 1948 | 1953 | 1961 | 1971 | 1981 | 1991 | 1994 | 2002 |
| --------- | ---- | ---- | ---- | ---- | ---- | ---- | ---- | ---- |
| Население | 222  | 246  | 222  | 158  | 64   | 14   | 12   | 10   |

| Националност | Всичко |
| македонци    | 10     |
| албанци      | 0      |
| турци        | 0      |
| цигани       | 0      |
| власи        | 0      |
| сърби        | 0      |
| бошняци      | 0      |
| други        | 0      |

## Личности
Родени в Загорци
- Спас Манев Гогов (1881 - след 1943), български революционер, деец на ВМОРО и ВМРО
- Христо Дончов Загорцали, македоно-одрински опълченец, 35 (45)-годишен, земеделец, ІV отделение, четата на Стамен Темелков, 4 рота на 13 кукушка дружина[7]